# Magnezja (film)
Magnezja – polski dramat filmowy z 2020 roku w reżyserii Macieja Bochniaka.

## Fabuła
Miasteczko na pograniczu polsko-radzieckim, teren dawnej Galicji, przełom lat 20. i 30. XX wieku. Po śmierci ojca, Róża Lewenfisz przejmuje przywództwo nad żydowskim gangiem i wraz z siostrami kontynuuje jego szemrane interesy. Głównym oponentem klanu Lewenfiszów stają się radzieccy bandyci dowodzeni przez Lwa Alińczuka, działający po drugiej stronie granicy. W cieniu przestępczej rozgrywki o prymat, zrośnięci bracia Hudini - z udziałem ponętnej Heleny - wcielają w życie przewrotny plan napadu na bank, w którym przechowywane są bogactwa Lewenfiszów. Do miasteczka przybywa jednak obdarzona genialnym zmysłem śledczym inspektor Stanisława Kochaj.

## Obsada
- Maja Ostaszewska jako Róża Lewenfisz
- Andrzej Chyra jako Lew Alińczuk
- Dawid Ogrodnik jako Albert Hudini
- Mateusz Kościukiewicz jako Albin Hudini
- Magdalena Boczarska jako Helena
- Borys Szyc jako Zbroja Lewenfisz
- Małgorzata Gorol jako Lila Lewenfisz
- Agata Kulesza jako Stanisława Kochaj

## Produkcja
Okres zdjęciowy trwał od 31 lipca 2019 do 14 października 2019, natomiast plan filmowy stanowiły następujące lokalizacje: Maleniec koło Końskich (Zabytkowy Zakład Hutniczy), Nowy Sącz (Miasteczko Galicyjskie), Siedlce, Nowa Sucha.